# Kamelopedia
Die Kamelopedia ist ein deutschsprachiges Satire-Wiki und dadurch charakterisiert, dass als Running Gag in vielen Zusammenhängen Kamele auftauchen. Sie wird als Parodie auf die Wikipedia angesehen, was dort in vielfältiger Weise kultiviert wird. Wie die Wikipedia basiert die Kamelopedia auf der MediaWiki-Software.

## Eigenschaften
Vorrangig fungiert die Kamelopedia als Nachschlage-Werk mit Suchfunktion, ähnlich der Wikipedia, verfolgt inhaltlich jedoch andere Schwerpunkte. Während sich die Wikipedia als seriöse Wissensdatenbank versteht, setzt sich die Kamelopedia auf satirische Weise mit den Begriffen auseinander. Wie in der Wikipedia ist die Anmeldung unter einem Autorenpseudonym möglich, aber auch nicht angemeldete Benutzer können auf weite Bereiche zugreifen und sich an Artikeln und diversen Projekten beteiligen.
Neben den Enzyklopädie-üblichen Schlagwortartikeln, die teilweise skurrile Themen behandeln, haben sich im Laufe der Zeit weitere Inhaltsbereiche angesiedelt, die eine Entsprechung zu den angegliederten Projekten der Wikipedia haben. Dazu zählen das Kamelionary, eine Parodie des Wiktionarys, KameloNews, eine – ähnlich wie Wikinews aufgemachte – satirische Nachrichtenseite sowie Kamelobooks, das satirische Pendant zu Wikibooks. Darüber hinaus werden auch andere Konzepte parodiert, etwa Frage- und Antwortforen wie gutefrage.net und COSMiQ, die im Inhaltsbereich Frage ihre weniger ernst zu nehmende Entsprechung finden. Ab April 2012 gab es die Seite gute frage. nicht? als Parodie von gutefrage.net. Seither genoss dieses Teilprojekt der Kamelopedia zeitweise die höchste Popularität, während die übrigen Seiten oft nicht mehr soviel Aufmerksamkeit fanden, wenn sie nicht gerade eine hochaktuelle Diskursvokabel zum Thema hatten. Wegen zwischenzeitlich notwendigerweise erfolgten Spam-, Flood- und Hacking-Schutz-Maßnahmen steht die volle Mimik der Frage- und Antwort-Eingabemasken nur noch angemeldeten Benutzern zur Verfügung. In einem weiteren Namensraum Projekt befinden sich verschiedene Gemeinschaftsprojekte und -spiele, beispielsweise das „Bürokratenspiel“, eine Parodie sowohl auf Behördenbürokratie als auch auf bürokratische Vorgänge in der Wikipedia. Zum 18. August 2013 besaß die Kamelopedia über 12.000 Artikel, 2.000 Projektseiten und 10.000 Mediendateien. Ferner bietet die Plattform einen Chat und ein Benutzerforum.
Ihrem Namen gemäß nutzt die Kamelopedia als satirisches Stilmittel häufiger Kamele und beschreibt in diesem Zusammenhang ihre Anpassungsversuche an die menschliche Kultur (das Handy hat seine Entsprechung im „Hufy“) und ihr oft verborgenes Wirken unter den Menschen (etwa in der Politik) oder ihre Sicht auf die Menschen. Nicht selten finden sich Wortspiele, die aus „verkamelisierten“ Namen bestehen (aus Kennedy wird Kameldy, aus Jesus Christus das Kamel von Nazareth). Weitere Zielobjekte sind der mitunter auftretende Doppelsinn von Begriffen oder Schlagzeilen, zuweilen auch originelle Falschschreibungen. Mit dem zunehmenden Publikwerden der Plattform und dem Zuwachs ihrer Benutzer veränderte sich die Humorkultur von der starken Kamelbezogenheit vermehrt hin in Richtung allgemeine Satire.
Einige Vorgänge und Merkmale der Wikipedia erhalten in der Kamelopedia ihre – wenngleich stilgerecht abgeänderte – Entsprechung: Die „Benutzer“ werden als „Kamele“ bezeichnet. Zum Testen des Wikis gibt es entsprechend der hiesigen „Spielwiese“ die „Spielwüste“. Neulinge können ebenfalls mit einem vorgefertigten (allerdings ironisch formulierten) Textbaustein auf ihrer Benutzerseite begrüßt werden. Das Löschen von Artikeln entspricht dort der „Überführung in die Grabkammer“. Das Blockieren von Benutzern wird als „Anbinden“ bezeichnet und geschieht durch „Kameltreiber“, dem Pendant zu den Administratoren der Wikipedia. Anstelle von Exzellenz- oder Lesenswert-Abstimmungen finden sich die „persönlichen Empfehlungen“, eine Liste, die angemeldeten Nutzern zur Verfügung steht und zu der Beitragsstitel per Klick hinzugefügt werden können. Im Beitrag selbst zeigt ein Zähler an, wie viele Nutzer diesen empfehlen. Auch „Liken“ mittels Facebook-Account ist möglich und wird in einem separaten Zähler angezeigt.
Im Logo der Kamelopedia findet sich der Passus „E Pluribus Kamelum“; er ist eine Abwandlung der lateinischen Phrase E pluribus unum. Das Logo der Kamelopedia wandelt sich zu besonderen Anlässen sowie abhängig von der Rubrik. In einzelnen Artikeln wird ein umgestaltetes Logo auch als humoristisches Element eingesetzt.

## Geschichte
Die Kamelopedia entstand im April 2004 aus einem privaten Testwiki. Der Bekanntheitsgrad erhöhte sich rasch, im Februar 2008 war das Projekt auf über 11.000 Artikel angewachsen. Insbesondere nach der Vorstellung im Chaosradio auf Fritz (April 2004) durch den Begründer „Fire“ und einem Artikel bei Telepolis (Mai 2004) stieg die Zahl der Mitarbeiter und die der Artikel stark an. Damit wuchs auch die Notwendigkeit administrativer Aufgaben zur Qualitätssicherung und Regulation, was von erfahrenen Mitwirkenden übernommen wird, die ähnlich den Administratoren der Wikipedia mit erweiterten Rechten ausgestattet sind.
Mittlerweile ist die satirische Enzyklopädie populärer Bestandteil der Netzkultur. Das Konzept als Ganzes, Hinweise auf einzelne Artikel oder Zitate daraus finden in unregelmäßigen Abständen Erwähnung in den Medien, darunter hochfrequentierte Webplattformen. 2021 hatte die Kamelopedia  13 800 Artikel. Das Wiki wechselte mehrfach den Betreiber und wurde im Juni 2020 an den jetzigen Betreiber Grüttmüller übergeben.

## Weitere Humorwikis
- Stupidedia
- Uncyclopedia
- Encyclopedia Dramatica

### Rubriken des Portals
- Kamelopedia – Enzyklopädie
- Kamelionary – Wörterbuch
- KameloNews – Nachrichtenquelle
- Kamelomedia Commons – Mediendateien
- Kamelobooks – Bibliothek mit Leer-, Lach- und Krachbüchern
- Kamelopedia-Projekte – Interaktive Projekte
- Gute Frage – Dumme Fragen stellen, passende Antworten geben
- Gute Idee – Lustige Ideen und Artikelskizzen, die so stehen bleiben oder zu ganzen Artikeln reifen können
- Kamelopedia-Forum – Hilfe und Anregungen
- Kamelopedia-Buschtrommel – Chat (zugänglich für angemeldete und aktive Nutzer)